# Калиниченко, Николай Иванович
Николай Иванович Калиниченко (27 декабря 1924 — 6 декабря 2007) — советский и украинский врач-хирург, доктор медицинских наук (1973), профессор (1974), заслуженный врач Украины.

## Биография
Родился 27 декабря 1924 года в селе Кандыбино (Николаевская область). После окончания местной семилетки поступил в Николаевское фельдшерско-акушерское училище. В 1941 году окончил Первомайское медицинское училище, досрочно сдав экзамены.
25 июня 1941 года подал заявление в военкомат с просьбой зачислить его добровольцем в действующую армию, был призван как матрос в первый полк морской пехоты в Одессе. Участвовал в обороне Одессы и Северного Кавказа. После тяжёлого ранения длительное время лечился в госпитале, находился в Крыму и на Кавказе, заведовал фельдшерскими пунктами на станциях и хуторах, был помощником госсанинспектора города Кизляр, Грозненская область. Домой вернулся только в 1946 году, где после двух месяцев лечения (инвалид войны второй группы) занял должность заведующего фельдшерским пунктом завода № 444 (Черноморский судостроительный завод) в Николаеве.
С 1946 по 1953 годы учился в Одесском медицинском институте. Параллельно работал на ночных сменах на Одесском суперфосфатном заводе.
В 1953—1956 годах работал врачом в селе Тузлы, Измаильская область.
С 1956 года девять лет был главным судовым врачом на антарктической китобойной флотилии «Слава». С 1965 по 1985 год — на флотилии «Советская Украина». Провёл более 3000 операций в морских условиях советским и иностранным морякам. В частности, 15 марта 1968 года сам себе прооперировал брюшную полость, чтобы устранить разрыв пахового кольца.
В 1985—1990 годах работал в Анголе, Испании.
С 1990 года — заведующий специальной научно-клинической лаборатории нетрадиционных методов лечения при санатории-профилактории «Лучезарный» Николаевского глинозёмного завода. Жил в Николаеве.
Избирался членом проблемной комиссии Южного научного центра НАН Украины и Министерства здравоохранения по адаптации человека в мировом океане.
Дружил с Владимиром Высоцким, который посвящал ему стихи.
Известный благодаря созданию лекарственных препаратов на основе морских животных. В частности разработал препараты на основе спермацета «Спедиан» и «Спедиан-2М», которые применялись для лечения заболеваний желудочно-кишечного тракта, в частности язвы, болезней желудка, двенадцатиперстной кишки, колита.
В честь Николая Калиниченко в 2016 году в связи с декоммунизацией переименована улица в Корабельном районе Николаева.